# TP Ferro
TP Ferro Concesionaria, S.A. était une entreprise franco-espagnole détenue à 50 % par Eiffage et ACS, et dont le siège était à Llers. Son objet principal fut la concession de la ligne à grande vitesse Perpignan-Figueras. Elle cède en 2016 toutes ses activités, ainsi que son personnel, à Línea Figueras Perpignan S.A., filiale entre deux sociétés publiques : SNCF Réseau et Adif.

## Histoire
Le 10 octobre 1995, la France et l'Espagne signent un accord prévoyant que la section internationale de la ligne à grande vitesse soit mise en concession, et crée une commission intergouvernementale (CIG), chargée du processus de négociation.
Le gouvernement espagnol autorise l'appel d'offres pour la concession le 23 février 2001, mais cette première procédure ne se concrétise pas en raison de désaccords autour des conditions des sociétés retenues. Le 25 avril 2003, ce premier processus est annulé.
Une nouvelle procédure d'appel d'offres est lancée. La société TP Ferro est alors créée par ACS/Dragados et Eiffage pour y répondre. Quatre candidats se présentent, dont deux sont sélectionnés, TP Ferro et Ferromed (détenue par le public GIF Companas et RFF). Enfin, le 11 juillet 2003, le Conseil des Ministres de l'Espagne a autorisé l'adjudication de la concession à TP Ferro. Cette dernière est donc officiellement désignée en février 2004 pour construire et exploiter la nouvelle infrastructure durant cinquante ans.
En 2005, elle souscrit un emprunt de 532 millions d'euros  pour construire un tronçon d'une longueur de 45 kilomètres comprenant un tunnel sous les Pyrénées. Finalement, le projet coûte en réalité 1,1 milliard d'euros.
Le consortium a estimé être lésé du « décalage » entre la mise en service de la ligne, en janvier 2009, et son raccordement au réseau espagnol à grande vitesse, qui n'a été réalisé qu'en décembre 2013 . De plus, en raison de la crise économique et de la concurrence des vols à bas coûts, le trafic sur la ligne n'est pas à la hauteur des espérances initiales.
Le 4 septembre 2015, la société TP Ferro est mise sous administration judiciaire par le tribunal de commerce de Gérone dans le but de « parvenir rapidement à un accord avec toutes les parties concernées »,.
En 2016, il apparaît que la société n'est pas en mesure de payer sa dette dont le montant s'élève à 557,2 millions dont 391,5 millions d'euros envers les prêteurs,,.
De cet fait, le 29 septembre 2016, le tribunal de commerce de Gérone prononce l'ouverture de la phase de liquidation de TP Ferro,.
Le 21 octobre 2016, la société Línea Figueras Perpignan S.A. (filiale de SNCF Réseau et ADIF) est créée. Elle doit reprendre la société, ses salariés et son organisation afin de maintenir le trafic transfrontalier,.
Le 16 décembre 2016 : le contrat de concession de TP Ferro est déchu par la France et l'Espagne, entraînant quelques jours plus tard, le 21 décembre 2016, le transfert de l'exploitation et de la maintenance de la section internationale entre Perpignan et Figueras à la nouvelle société Línea Figueras Perpignan.
En 2017, France et Espagne porte plainte contre les maisons mères de TP Ferro.

## Concession
TP Ferro est chargé de la construction et de l'exploitation complète. Le budget de construction est de 952 millions d'euros avant impôt. Le contrat comprend une subvention de 540 millions d'euros.
La subvention était initialement prévue pour 50 ans. Elle a ensuite été allongée à 53, et TP Ferro a reçu une indemnisation de 108 millions d'euros, car les retards de la ligne espagnole ont empêché tout débouché et donc toute recette pour le concessionnaire.
Le tronçon Perpignan-Figueras est le premier qui permet de relier la France et l'Espagne sans changement d'écartement. Il commence au Soler, où il se connecte à la ligne ferroviaire classique Perpignan - Villefranche, et à l'avenir avec la ligne à grande vitesse issue de Montpellier. 44 kilomètres plus loin, à Llers, elle se raccorde à la ligne à grande vitesse Madrid-Saragosse-Barcelone-frontière française et à la ligne classique Barcelone - Cervera par l'intermédiaire d'un dispositif de changement d'écartement et l'installation d'un troisième rail.
L'ouvrage le plus complexe de la ligne est le tunnel international du Perthus, long de huit kilomètres.
La ligne est ouverte aux trains voyageurs à grande vitesse et de marchandises à travers l'Europe qui veulent éviter le changement d'écartement de la ligne classique à Cerbère et Portbou. Pour gérer la circulation, chaque type de train circule dans des plages horaires différentes: au total en 2015, il y a une centaine de convois de marchandises/passagers par semaine.

### Pages liées
- Ligne de Perpignan à Figueras (LGV)
- LGV Madrid-Barcelone-Figueras